# Hnojník domácí
Hnojník domácí (Coprinellus domesticus) je stopkovýtrusá houba z čeledi křehutkovité. Kvůli rychlému samovolnému rozkladu je nejedlý.

## Popis

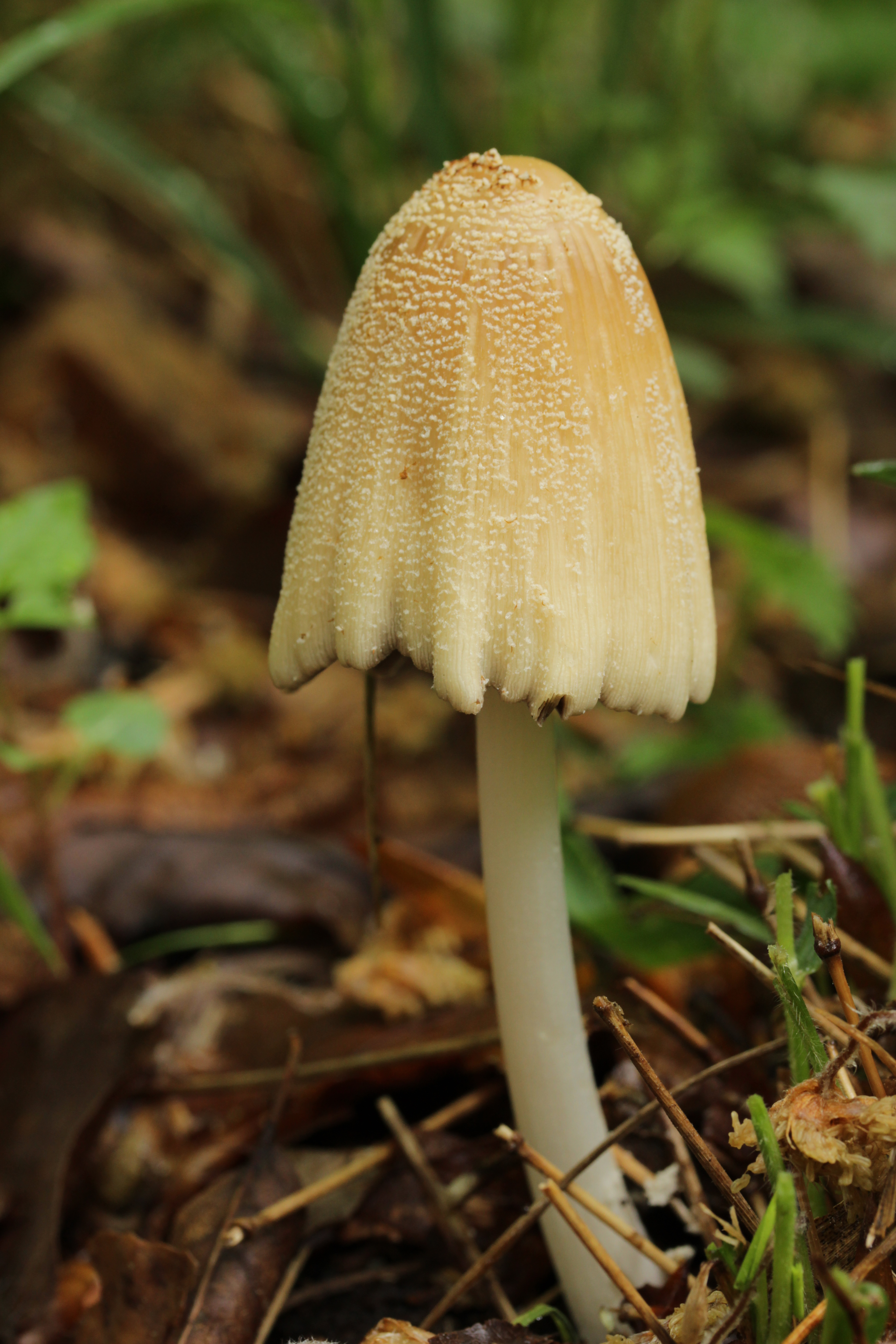
Celkový vzhled hnojníku domácího

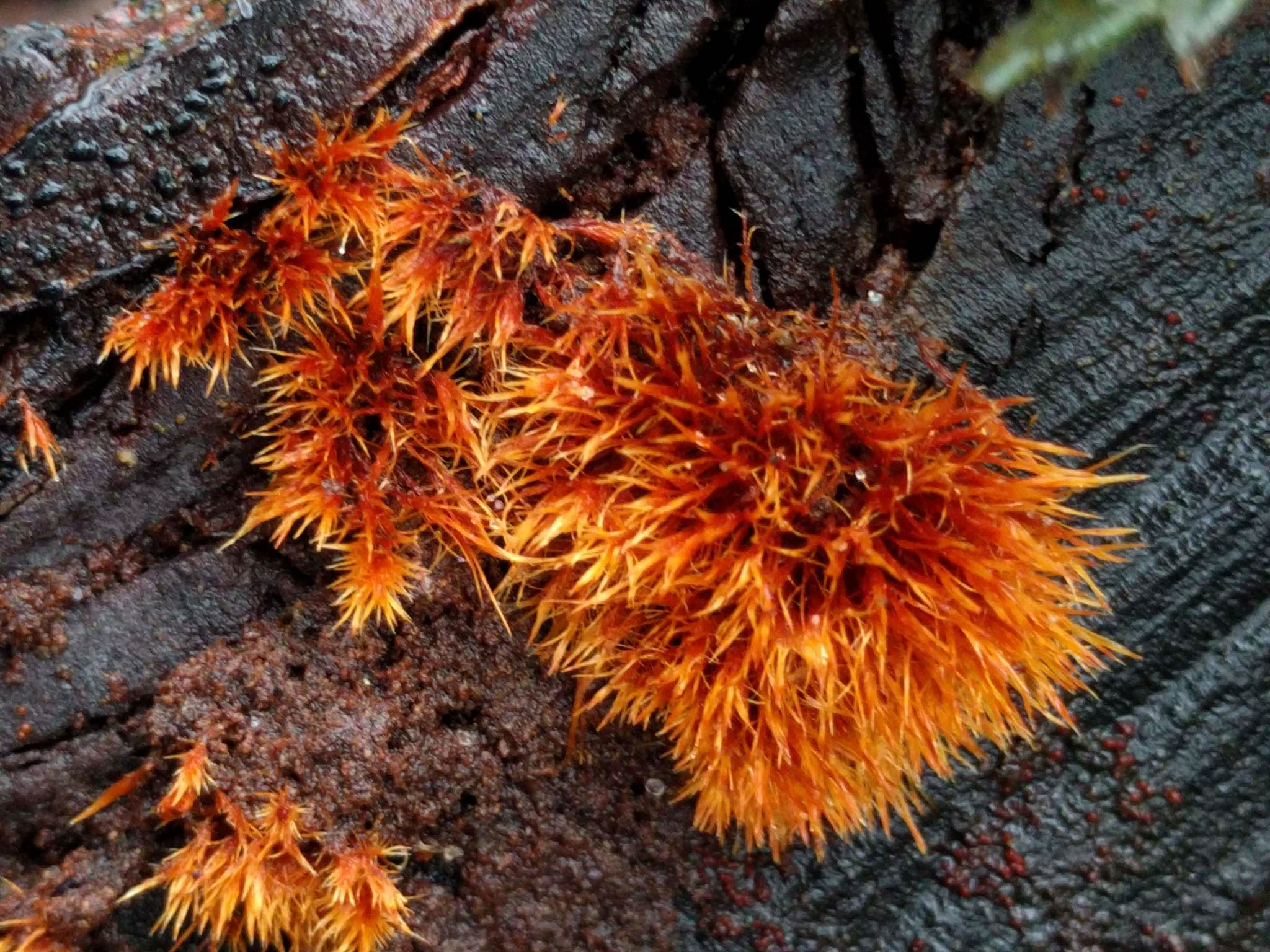
Ozonium hnojníku domácího

V rané fázi růstu je klobouk hnojníku domácího zhruba kulovitý a dosahuje maximální velikosti 40 × 35 mm. V pozdějším stadiu se rozrůstá až do 70 mm. Střed klobouku bývá světle okrový, s nádechem do rezavé barvy, a směrem k okraji se zbarvuje světleji. Povrch je pokryt plstnatým bělavým závojem, tzv. velem, který se postupně rozpadá na drobné vlnité šupinky. Tyto šupinky mění barvu od krémové a okrové až po tmavě hnědou v centrální části klobouku. Dužnina je bělavá.
Lupeny se u třeně nenacházejí pevně přirostlé, ale jsou volné. V rané fázi růstu jsou bílé, s postupujícím zráním houby se zbarvují do šedohnědé až tmavě černé. Šířka lupenů se pohybuje do 10 mm.
Třeň houby má válcovitý tvar a jeho délka se pohybuje v rozmezí 40 až 100 mm a tloušťka 4 až 10 mm. Zbarvení třeně je bílé, s kyjovitým rozšířením v dolní části. Někdy můžeme pozorovat ohraničenou hlízu a třeň často vyrůstá z narezlého ozonia.
Velikost výtrusů se pohybuje v rozmezí 6–9 × 3,5–5 µ.

## Výskyt
Hnojník domácí roste na tlejících kmenech listnatých, vzácně i jehličnatých stromů, a to od dubna do října.

## Možné záměny
Hnojník domácí může být snadno zaměněn s následujícími druhy:
- Hnojník Ellisův (Coprinellus ellisii) – menší výtrusy a výraznější pochvovitý zbytek vela na bázi třeně
- Hnojník paprskový (Coprinellus radians) – bezpečné rozeznání jen podle mikroskopických výtrusů
- Hnojník třpytivý (Coprinellus micaceus) – v mládí má klobouk hustě bíle zrnitý
- Hnojník žlutochlupý (Coprinellus xanthothrix) – bezpečné rozeznání jen podle mikroskopických výtrusů